# Психотизъм
Психотизмът е една от трите черти използвани от психолога Ханс Айзенк в неговия П-Е-Н модел (психотизъм, екстраверсия и невротизъм) на личността.
Високите нива на тази черта, Айзенк смята, че са свързани с повишената уязвимост към психози като шизофрения. Също така смята, че кръвните роднини на психотиците ще покажат високи нива на тази черта, подсказващо за генетичната основа на тази черта.

## Биологични основи на психотизма
Вярва се, че психотизма се асоциира с нивата на допамин (Lester, 1989). Други биологични корелати (отношения) на психотизма включват и ниски нива на моноаминооксидаза; бета-хидролаза, кортизол, норепинефрин в гръбначно-мозъчната течност също са свързани с нивото на психотизъм.